# Reichsbahndirektion Cottbus
Die Reichsbahndirektion Cottbus (abgekürzt Rbd Cottbus) war ein Verwaltungsbezirk der Deutschen Reichsbahn.

## Geschichte

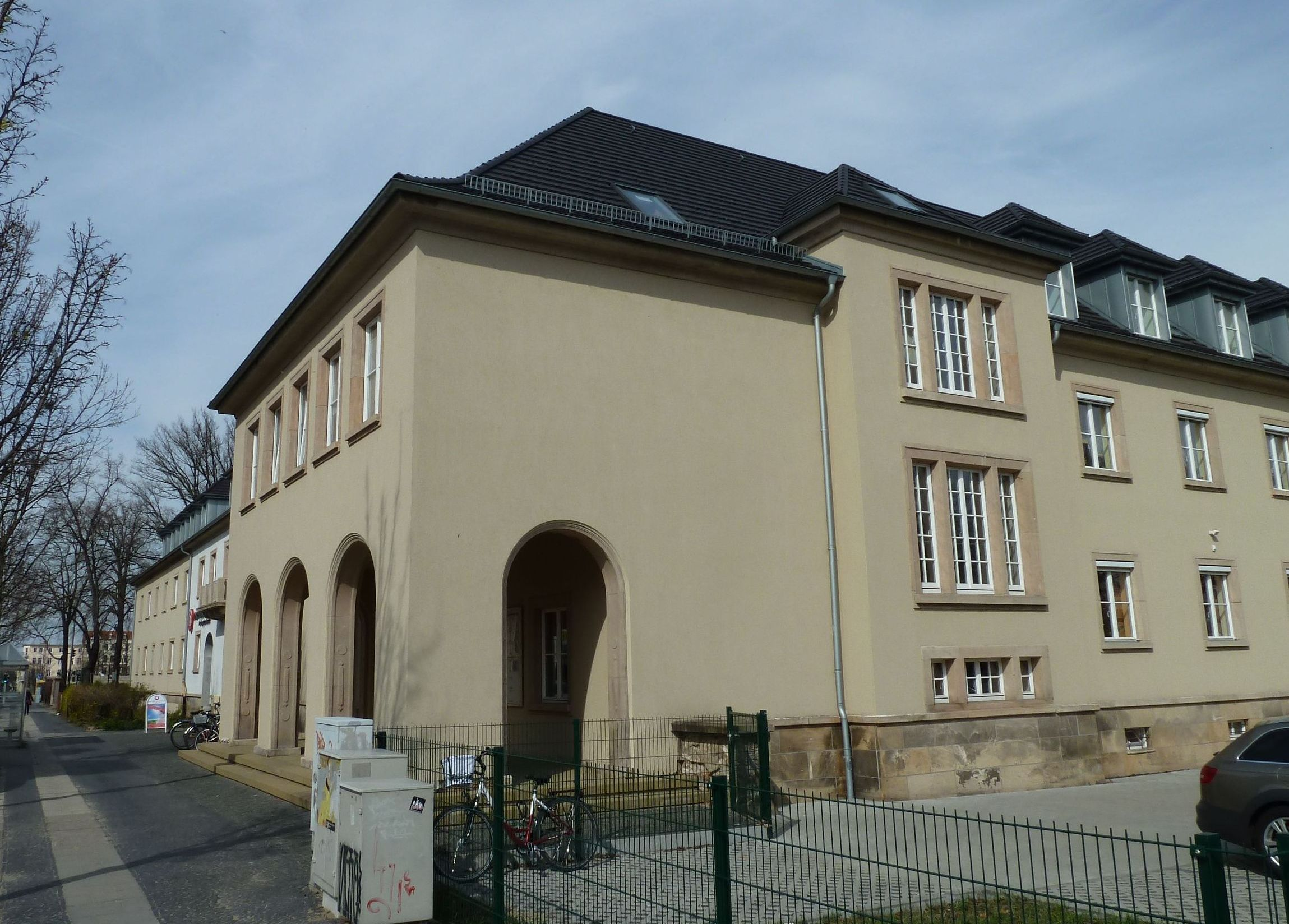
Gebäude der ehem. Rbd Cottbus

Die Reichsbahndirektion Cottbus wurde am 5. Mai 1945 auf Befehl der Sowjetischen Besatzungsmacht eingerichtet, war aber erst am 1. November 1945 voll geschäftsfähig. Die neu gegründete Direktion übernahm dabei die in der Sowjetischen Besatzungszone verbliebenen Gebiete der Reichsbahndirektionen Breslau und Osten sowie von den Reichsbahndirektionen Dresden und Halle abgegebene Gebiete. Als die Deutsche Reichsbahn im April 1949 die Betriebsführung der ehemaligen Privat- und Kleinbahnen übernahm, vergrößerte sich das Gebiet der Direktion Cottbus nochmals. Es umfasste ein 1400 Kilometer langes Streckennetz auf einem Gebiet von 12.000 Quadratkilometern, das sich auf 85 Prozent der Fläche des Bezirks Cottbus, 50 Prozent des Bezirks Dresden, 15 Prozent des Bezirks Frankfurt (Oder) und zehn Prozent des Bezirks Potsdam verteilte. Reichsbahnämter gab es in Cottbus, Bautzen und Senftenberg. Im Jahr 1955 wurden dann noch die Strecken um Bautzen, Görlitz und Zittau von der Direktion Dresden eingegliedert.
Am 15. Oktober 1990 wurde die Rbd Cottbus aufgelöst und die Strecken auf die Reichsbahndirektionen Berlin und Dresden aufgeteilt.

## Präsidenten
- Rudolf Körner: Oktober/November 1945, kommissarisch
- Pasche: von 1945 bis 1949, vormals kommissarischer Vizepräsident
- Paul Gruber: von 1950 bis 1953, vormals Präsident der Reichsbahndirektion Magdeburg
- Christian Jurk: von 1953 bis 1963, anschließend DDR-Botschaft in Prag
- Heinz Gebhardt: von 1963 bis 1965, anschließend Präsident der Reichsbahndirektion Magdeburg
- Rudolf Hoff: von 1965 bis 1982, anschließend Ruhestand
- Friedrich Schumann: von 1982 bis 1990, anschließend Ruhestand